# Set anys al Tibet

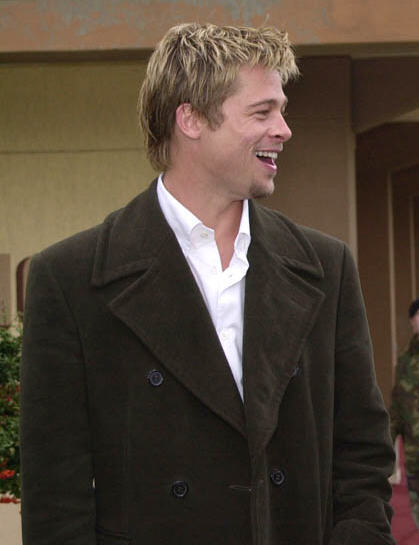
Fotografia de Brad Pitt, protagonista de la pel·lícula.

Set anys al Tibet (títol original en anglès Seven Years in Tibet) és una pel·lícula de 1997 dirigida per Jean-Jacques Annaud.
El guió, de Becky Johnston, està basat en la novel·la homònima de l'alpinista austríac Heinrich Harrer, que relata les seves experiències en el Tibet entre 1944 i 1951, des de la segona Guerra Mundial fins a la invasió del Tibet per part de l'exèrcit d'alliberament xinès l'any 1950.
La banda sonora de la pel·lícula, composta per John Williams i interpretada pel violoncel·lista Yo-Yo Ma va aconseguir una nominació al Globus d'Or i una altra al Premi Grammy.

## Argument
El 1939, durant l'ascens del nazisme, els alpinistes austríacs Heinrich Harrer i Peter Aufschnaiter fan una expedició a la muntanya Nanga Parbat, a l'Himàlaia, però una allau els fa descendir fins a la base, a l'Índia. Allà s'assabenten que el Regne Unit ha declarat la guerra a Alemanya i, com a ciutadans alemanys que són, les autoritats britàniques els empresonen i els duen al camp de presoners de Dehradun, on Harrer rep els papers del divorci. Després de diversos intents per escapar-se, finalment l'any 1944 aconsegueixen fugar-se i travessar la frontera amb el Tibet.
Inicialment són interceptats per uns homes que els comuniquen que els estrangers tenen prohibida l'entrada al país a causa d'una profecia del 13è Dalai-lama (Thubten Gyatso) i els retornen a l'Índia; però aconsegueixen esquivar-los i escapen, pujant l'altiplà del Tibet. S'uneixen a un grup de pelegrins que viatgen cap a la ciutat sagrada de Lhasa, cobrint-se els rostres per passar desapercebuts.
Allà, un cop acollits a casa del diplomàtic Kungo Tsarong, es van familiaritzant cada cop més amb un desconegut estil de vida, senzill i espiritual. El 1945 Aufschnaiter es casa amb Pema, la sastressa que tots dos intentaven conquerir des de la seva arribada a la ciutat.
El govern de Lhasa es mostra desconfiat de les accions de la Xina al seu territori, i envia el regent tibetà Ngawang Jigme a l'ambaixada xinesa a comunicar-los que no acceptaran més subvencions pels monestirs. Però un dels oficials intenta subornar el regent per tal que treballi per ells.
Harrer és dut al Palau de Potala i presentat al jove Dalai-lama, que demana que li construeixi un cinema i sigui un dels seus tutors, ensenyant-li geografia i costums d'occident. Amb el transcurs del temps, Harrer es converteix en l'amic de confiança de l'adolescent Tenzin.
Durant una festa organitzada per Harrer, se sent per la ràdio l'anunci que la Xina planeja envair el Tibet. Un cop reunit el gabinet, el regent fa pública una ordre que desterra els xinesos del Tibet, i l'oficial que el va voler subornar li augura una llarga vida, a diferència dels seus compatriotes. Aquella nit el Dalai-lama té un malson profètic en el qual els xinesos cremen monestirs i maten persones a Taktser, el seu poble natal, prop de la frontera tibetana.
Tres generals xinesos volen fins a Lhasa per tal de parlar amb el Dalai-lama, però es mostren despectius; el líder de la delegació assegura a Ngawang Jigme amb menyspreu que "la religió és el verí". Arran dels fets, el Dalai-lama envia el seu regent a dirigir l'exèrcit tibetà a Chamdo, un poble fronterer per aturar l'avanç xinès; però Jigme claudica i destrueix l'arsenal del Tibet. Durant la signatura d'un tractat comercial a Lhasa, el diplomàtic Kungo Tsarong explica a Harrer que si Jigme no ho hagués fet, les guerrilles tibetanes haguessin pogut resistir als passos de muntanya, esperant l'ajuda d'altres països.
Quan Xina pren el control del Tibet, Harrer visita Jigme i s'hi confronta dient-li que ha traït la seva pròpia cultura, i va a veure el Dalai-lama per demanar-li que marxi, però aquest li diu que s'ha de quedar amb el seu poble, i el convida a la seva cerimònia d'entronament com a líder espiritual tibetà.
El 1951 Harrer, decidit a tornar a Àustria i conèixer el seu fill, s'acomiada dels seus amics Aufschnaiter i Pema i resa amb el Dalai-lama al Palau de Potala.

## Repartiment
- Brad Pitt: Heinrich Harrer
- David Thewlis: Peter Aufschnaiter
- B.D. Wong: Ngawang Jigme
- Mako Iwamatsu: Kungo Tsarong
- Danny Denzongpa: Regent
- Victor Wong: 'Amban' xinès
- Ingeborga Dapkunaite: Ingrid Harrer
- Jamyang Jamtsho Wangchuk: Dalai Lama, als 14 anys
- Sonam Wangchuk: Dalai Lama, als 8 anys
- Dorjee Tsering: Dalai Lama, als 4 anys
- Lhakpa Tsamchoe: Pema Lhaki
- Jetsun Pema: Gran Mare
- Ama Ashe Dongtse: Tashi
- Ric Young: General Chang Jing Wu
- Ngawang Chojor: Lord Chamberlain
- Duncan Fraser: oficial britànic
- Benedick Blythe: oficial nazi

## Localitzacions
La pel·lícula va ser rodada a l'Argentina (La Plata i Mendoza) en la seva major part, però també a la Colúmbia Britànica (Vancouver i riu Campbell), Santiago de Xile, Lienz (Tirol austríac), Warwickshire (Anglaterra) i Tibet.